# Phoxiphilyra robusta
Phoxiphilyra robusta är en havsspindelart som först beskrevs av Losina-Losinsky, L.K. 1961.  Phoxiphilyra robusta ingår i släktet Phoxiphilyra och familjen Phoxichilidiidae. Inga underarter finns listade i Catalogue of Life.